# Alberico Evani
Alberico Evani, detto Chicco (Massa, 1º gennaio 1963), è un allenatore di calcio ed ex calciatore italiano, di ruolo centrocampista. Con la nazionale italiana è stato vicecampione del mondo nel 1994  come calciatore e campione d'Europa come vice-allenatore nel 2021.

## Caratteristiche tecniche

### Giocatore
Apprezzato per la sua professionalità, era un esterno sinistro dotato di un buon tiro, buona tecnica e grande corsa; forniva parecchi assist ai compagni grazie soprattutto alla sua precisione nei cross, ed era in grado di giocare anche come centrale di centrocampo o come terzino sinistro.

## Carriera

### Giocatore

#### Club

Un giovane Evani al Milan nel 1983

Evani solleva il trofeo della Supercoppa italiana 1992 vinta con la maglia del Milan

Ruud Gullit ed Evani festeggiano il trionfo della Sampdoria nella Coppa Italia 1993-1994

Cresciuto nel settore giovanile della Massese, approda nella società rossonera a 14 anni. Ha debuttato come terzino sinistro il 21 giugno 1981 nell'ultima partita del campionato di Serie B contro il Pescara. Pochi mesi dopo, l'11 ottobre 1981, fa il suo esordio nella massima serie nella partita contro il Bologna, venendo schierato con regolarità nelle ultime giornate del campionato, chiusosi con la retrocessione della squadra rossonera in Serie B.
Fra i cadetti, nel 1982-1983, disputa 35 partite, mettendo a segno il primo gol in maglia rossonera il 2 ottobre 1983 in una partita casalinga contro il Catania, nella quale è autore di una doppietta. L'esordio europeo è datato 18 settembre 1985, in una trasferta di Coppa UEFA contro i francesi dell'Auxerre. In seguito è sempre stato titolare della squadra (stagione 1986-87 a parte causa infortunio), anche se ha modificato il suo ruolo da terzino a centrocampista di fascia sinistra con l'arrivo dell'allenatore Arrigo Sacchi e con l'esordio nel suo precedente ruolo di Paolo Maldini.
Nell’arco di dieci anni (1980-1990), sarà tra i protagonisti dei successi del Milan, vincendo lo scudetto del 1987-1988 e le due successive Coppe dei Campioni (1989 e 1990), nonché due Coppe Intercontinentali: nella finale dell'Intercontinentale '89, disputatasi a Tokyo il 17 dicembre, segnò su calcio di punizione il gol decisivo ai colombiani dell'Atlético Nacional di Medellín, all'ultimo minuto dei tempi supplementari, venendo premiato al fischio finale come miglior giocatore dell'incontro. Dieci giorni prima era stato l'artefice del successo del Milan in Supercoppa UEFA contro il Barcellona, andando a segno anche in quella partita su calcio piazzato.

Con l'arrivo di Fabio Capello sulla panchina del Milan si è adattato anche a giocare in posizione centrale di centrocampo, vincendo altri due scudetti, nel 1991-1992 e nel 1992-1993, pur scendendo in campo meno frequentemente rispetto agli anni precedenti.
Nel 1993 è passato alla Sampdoria, dove è rimasto quattro stagioni. Il 20 aprile 1994 mette a segno su rigore uno dei gol con cui la squadra blucerchiata batte l'Ancona per 6-1 nella finale della Coppa Italia. Nella stagione successiva un suo errore decisivo dal dischetto, proprio contro il Milan, contribuirà alla sconfitta della squadra genovese nella finale della Supercoppa italiana. Evani ha poi chiuso la carriera nel 1997-1998 vestendo da settembre a dicembre la maglia della Reggiana in Serie B e fino al 30 giugno 1998 quella della Carrarese in Serie C1.

#### Nazionale
Ha esordito in nazionale il 21 dicembre 1991, durante la gestione di Arrigo Sacchi nella gara contro Cipro terminata con il punteggio di 2-0.
Il posto da titolare acquisito dopo la cessione alla Sampdoria nel 1993 ha consentito ad Evani di essere convocato per il Mondiale 1994, concluso al secondo posto dalla nazionale italiana. Nella competizione scese in campo solo due volte: dopo il primo tempo della gara con l'Irlanda, fu costretto da uno stiramento a saltare numerose gare e rientrò solo nella finale contro il Brasile, nella quale giocò i supplementari. La partita finì con i tiri di rigore, nel corso dei quali lo stesso Evani mise a segno il proprio tentativo.
Disputò l'ultima partita in azzurro nell'ottobre dello stesso anno, contro l'Estonia.

### Allenatore
Evani ha allenato gli Allievi Nazionali del Milan a partire dalla stagione 2004-2005; con questa squadra il 9 giugno 2007 ha vinto il titolo di campione d'Italia battendo in finale il Genoa per 4-0. Evani ha allenato anche la formazione Primavera del Milan.
Il 26 giugno 2009 ha firmato un contratto con il San Marino, ma viene esonerato il 27 aprile 2010 lasciando la squadra, a due giornate dalla fine del campionato, seconda in classifica.
Il 1º luglio 2010 entra nei quadri della FIGC e diventa vice allenatore di Daniele Zoratto della nazionale Under-19, mentre il 1º agosto dello stesso anno assume inoltre l'incarico di selezionatore dell'Under-18. Il 25 luglio 2011 diventa anche selezionatore dell'Under-19.
Il 6 agosto 2013 viene promosso come selezionatore dell'Under-20. Partecipa ai Mondiale Under-20 del 2017 in Corea del Sud dove viene eliminato in semifinale dall'Inghilterra e vince ai tiri di rigore la finale per il 3º e 4º posto contro Uruguay.
Il 4 agosto 2017 passa nello staff della nazionale maggiore come assistente di Gian Piero Ventura in sostituzione del dimissionario Paolo Vanoli. Il 6 febbraio 2018 viene nominato commissario tecnico ad interim dell'Under 21 per le amichevoli contro Norvegia e Serbia di marzo, sostituendo Luigi Di Biagio impegnato a sua volta nel ruolo di commissario tecnico ad interim della Nazionale.
Il 14 maggio 2018 torna nello staff della nazionale nel ruolo di vice del nuovo CT Roberto Mancini, già suo compagno alla Sampdoria dal 1993 al 1997. Nel novembre del 2020 è chiamato a dirigere ad interim gli Azzurri per un'amichevole e due partite di Nations League, in seguito all'indisponibilità di Mancini causata dalla positività al COVID-19. Nell'estate 2021 (dopo il rinvio per la pandemia di COVID-19) prende parte con lo staff di Mancini alla vittoriosa spedizione azzurra al campionato d'Europa 2020.
Il 4 agosto 2023, a seguito di una riorganizzazione degli staff delle nazionali, lascia la FIGC e viene sostituito da Alberto Bollini come vice del CT della nazionale. Il 29 agosto rifiuta la proposta di seguire il tecnico Mancini nell'esperienza saudita.
Il 7 aprile 2025, affiancato da Attilio Lombardo, viene nominato nuovo tecnico della Sampdoria, in quel momento terz'ultima in Serie B. Cinque giorni dopo al debutto batte il Cittadella per 1-0. Non riesce a salvare la squadra dalla retrocessione in Serie C, che arriva all'ultima giornata dopo lo 0-0 contro la Juve Stabia classificandosi al diciottesimo posto, tuttavia le successive vicende societarie del Brescia cancellano la retrocessione e portano la Sampdoria a disputare il play-out contro la Salernitana da cui esce vincitrice, cogliendo così un'insperata salvezza.

## Statistiche

### Presenze e reti nei club
| Stagione         | Squadra          | Campionato       | Campionato | Campionato | Coppe nazionali | Coppe nazionali | Coppe nazionali | Coppe continentali | Coppe continentali | Coppe continentali | Altre coppe | Altre coppe | Altre coppe | Totale | Totale |
| Stagione         | Squadra          | Comp             | Pres       | Reti       | Comp            | Pres            | Reti            | Comp               | Pres               | Reti               | Comp        | Pres        | Reti        | Pres   | Reti   |
| ---------------- | ---------------- | ---------------- | ---------- | ---------- | --------------- | --------------- | --------------- | ------------------ | ------------------ | ------------------ | ----------- | ----------- | ----------- | ------ | ------ |
| 1980-1981        | Milan            | B                | 1          | 0          | CI              | 0               | 0               | -                  | -                  | -                  | -           | -           | -           | 1      | 0      |
| 1981-1982        | Milan            | A                | 10         | 0          | CI              | 0               | 0               | -                  | -                  | -                  | CM          | 4           | 0           | 14     | 0      |
| 1982-1983        | Milan            | B                | 35         | 0          | CI              | 6               | 0               | -                  | -                  | -                  | -           | -           | -           | 41     | 0      |
| 1983-1984        | Milan            | A                | 28         | 2          | CI              | 5               | 0               | -                  | -                  | -                  | -           | -           | -           | 33     | 2      |
| 1984-1985        | Milan            | A                | 27         | 0          | CI              | 10              | 0               | -                  | -                  | -                  | -           | -           | -           | 37     | 0      |
| 1985-1986        | Milan            | A                | 30         | 0          | CI              | 7               | 0               | CU                 | 5                  | 0                  | TE          | 3           | 0           | 45     | 0      |
| 1986-1987        | Milan            | A                | 7          | 0          | CI              | 5               | 0               | -                  | -                  | -                  | -           | -           | -           | 12     | 0      |
| 1987-1988        | Milan            | A                | 27         | 2          | CI              | 2               | 0               | CU                 | 1                  | 0                  | -           | -           | -           | 30     | 2      |
| 1988-1989        | Milan            | A                | 30         | 3          | CI              | 3               | 0               | CC                 | 5                  | 0                  | SI          | 1           | 0           | 39     | 3      |
| 1989-1990        | Milan            | A                | 32         | 3          | CI              | 5               | 0               | CC                 | 9                  | 1                  | SU+CInt     | 2+1         | 1+1         | 49     | 6      |
| 1990-1991        | Milan            | A                | 24         | 3          | CI              | 2               | 0               | CC                 | 4                  | 0                  | SU          | 2           | 1           | 32     | 4      |
| 1991-1992        | Milan            | A                | 27         | 1          | CI              | 4               | 0               | -                  | -                  | -                  | -           | -           | -           | 31     | 1      |
| 1992-1993        | Milan            | A                | 18         | 0          | CI              | 4               | 1               | UCL                | 6                  | 0                  | SI          | 1           | 0           | 29     | 1      |
| Totale Milan     | Totale Milan     | Totale Milan     | 296        | 14         |                 | 53              | 1               |                    | 30                 | 1                  |             | 14          | 3           | 394    | 19     |
| 1993-1994        | Sampdoria        | A                | 31         | 1          | CI              | 9               | 1               | -                  | -                  | -                  | -           | -           | -           | 40     | 2      |
| 1994-1995        | Sampdoria        | A                | 24         | 1          | CI              | 4               | 0               | CdC                | 4                  | 0                  | SI          | 1           | 0           | 32     | 1      |
| 1995-1996        | Sampdoria        | A                | 29         | 0          | CI              | 2               | 0               | -                  | -                  | -                  | -           | -           | -           | 31     | 0      |
| 1996-1997        | Sampdoria        | A                | 10         | 0          | CI              | 2               | 0               | -                  | -                  | -                  | -           | -           | -           | 12     | 0      |
| Totale Sampdoria | Totale Sampdoria | Totale Sampdoria | 94         | 2          |                 | 17              | 1               |                    | 4                  | 0                  |             | 1           | 0           | 116    | 3      |
| set.-dic. 1997   | Reggiana         | B                | 7          | 0          | CI              | 4               | 0               | -                  | -                  | -                  | -           | -           | -           | 11     | 0      |
| gen.-giu. 1998   | Carrarese        | C1               | 12         | 1          | CI-C            | 0               | 0               | -                  | -                  | -                  | -           | -           | -           | 12     | 1      |
| Totale carriera  | Totale carriera  | Totale carriera  | 409        | 17         |                 | 74              | 2               |                    | 34                 | 1                  |             | 15          | 3           | 533    | 23     |

### Cronologia presenze e reti in nazionale
| Cronologia completa delle presenze e delle reti in nazionale ― Italia | Cronologia completa delle presenze e delle reti in nazionale ― Italia | Cronologia completa delle presenze e delle reti in nazionale ― Italia | Cronologia completa delle presenze e delle reti in nazionale ― Italia | Cronologia completa delle presenze e delle reti in nazionale ― Italia | Cronologia completa delle presenze e delle reti in nazionale ― Italia | Cronologia completa delle presenze e delle reti in nazionale ― Italia | Cronologia completa delle presenze e delle reti in nazionale ― Italia |
| Data                                                                  | Città                                                                 | In casa                                                               | Risultato                                                             | Ospiti                                                                | Competizione                                                          | Reti                                                                  | Note                                                                  |
| --------------------------------------------------------------------- | --------------------------------------------------------------------- | --------------------------------------------------------------------- | --------------------------------------------------------------------- | --------------------------------------------------------------------- | --------------------------------------------------------------------- | --------------------------------------------------------------------- | --------------------------------------------------------------------- |
| 21-12-1991                                                            | Foggia                                                                | Italia                                                                | 2 – 0                                                                 | Cipro                                                                 | Qual. Euro 1992                                                       | -                                                                     |                                                                       |
| 19-2-1992                                                             | Cesena                                                                | San Marino                                                            | 0 – 4                                                                 | Italia                                                                | Amichevole                                                            | -                                                                     |                                                                       |
| 25-3-1992                                                             | Torino                                                                | Italia                                                                | 1 – 0                                                                 | Germania                                                              | Amichevole                                                            | -                                                                     |                                                                       |
| 9-9-1992                                                              | Eindhoven                                                             | Paesi Bassi                                                           | 2 – 3                                                                 | Italia                                                                | Amichevole                                                            | -                                                                     |                                                                       |
| 14-10-1992                                                            | Cagliari                                                              | Italia                                                                | 2 – 2                                                                 | Svizzera                                                              | Qual. Mondiali 1994                                                   | -                                                                     | 41’                                                                   |
| 19-12-1992                                                            | La Valletta                                                           | Malta                                                                 | 1 – 2                                                                 | Italia                                                                | Qual. Mondiali 1994                                                   | -                                                                     |                                                                       |
| 16-2-1994                                                             | Napoli                                                                | Italia                                                                | 0 – 1                                                                 | Francia                                                               | Amichevole                                                            | -                                                                     |                                                                       |
| 23-3-1994                                                             | Stoccarda                                                             | Germania                                                              | 2 – 1                                                                 | Italia                                                                | Amichevole                                                            | -                                                                     | 46’                                                                   |
| 27-5-1994                                                             | Parma                                                                 | Italia                                                                | 2 – 0                                                                 | Finlandia                                                             | Amichevole                                                            | -                                                                     |                                                                       |
| 3-6-1994                                                              | Roma                                                                  | Italia                                                                | 1 – 0                                                                 | Svizzera                                                              | Amichevole                                                            | -                                                                     | 46’                                                                   |
| 11-6-1994                                                             | New Haven                                                             | Italia                                                                | 1 – 0                                                                 | Costa Rica                                                            | Amichevole                                                            | -                                                                     |                                                                       |
| 18-6-1994                                                             | New York                                                              | Italia                                                                | 0 – 1                                                                 | Irlanda                                                               | Mondiali 1994 - 1º turno                                              | -                                                                     | 46’                                                                   |
| 17-7-1994                                                             | Pasadena                                                              | Brasile                                                               | 0 – 0 dts (3 – 2 dtr)                                                 | Italia                                                                | Mondiali 1994 - Finale                                                | -                                                                     | 95’                                                                   |
| 7-9-1994                                                              | Maribor                                                               | Slovenia                                                              | 1 – 1                                                                 | Italia                                                                | Qual. Euro 1996                                                       | -                                                                     | 55’                                                                   |
| 8-10-1994                                                             | Tallinn                                                               | Estonia                                                               | 0 – 2                                                                 | Italia                                                                | Qual. Euro 1996                                                       | -                                                                     | 83’                                                                   |
| Totale                                                                |                                                                       | Presenze                                                              | 15                                                                    |                                                                       | Reti                                                                  | 0                                                                     |                                                                       |

### Statistiche da allenatore

#### Club
Statistiche aggiornate al 22 giugno 2025.
| Stagione        | Squadra         | Campionato      | Campionato | Campionato | Campionato | Campionato | Coppe nazionali | Coppe nazionali | Coppe nazionali | Coppe nazionali | Coppe nazionali | Coppe continentali | Coppe continentali | Coppe continentali | Coppe continentali | Coppe continentali | Altre coppe | Altre coppe | Altre coppe | Altre coppe | Altre coppe | Totale | Totale | Totale | Totale | % Vittorie | Piazzamento |
| Stagione        | Squadra         | Comp            | G          | V          | N          | P          | Comp            | G               | V               | N               | P               | Comp               | G                  | V                  | N                  | P                  | Comp        | G           | V           | N           | P           | G      | V      | N      | P      | %          | Piazzamento |
| --------------- | --------------- | --------------- | ---------- | ---------- | ---------- | ---------- | --------------- | --------------- | --------------- | --------------- | --------------- | ------------------ | ------------------ | ------------------ | ------------------ | ------------------ | ----------- | ----------- | ----------- | ----------- | ----------- | ------ | ------ | ------ | ------ | ---------- | ----------- |
| 2009-apr. 2010  | San Marino      | 2D              | 32         | 15         | 10         | 7          | CI-LP           | 4               | 1               | 1               | 2               | -                  | -                  | -                  | -                  | -                  | -           | -           | -           | -           | -           | 36     | 16     | 11     | 9      | 44,44      | Eson.       |
| apr.-giu. 2025  | Sampdoria       | B               | 6+2        | 2+2        | 3          | 1          | CI              | -               | -               | -               | -               | -                  | -                  | -                  | -                  | -                  | -           | -           | -           | -           | -           | 8      | 4      | 3      | 1      | 50,00      | Sub., 17º   |
| Totale carriera | Totale carriera | Totale carriera | 40         | 19         | 13         | 8          |                 | 4               | 1               | 1               | 2               |                    | -                  | -                  | -                  | -                  |             | -           | -           | -           | -           | 44     | 20     | 14     | 10     | 45,45      |             |

#### Nazionale
| Squadra     | Naz               | dal             | al             | Record | Record | Record | Record     | Record | Record | Record | Record |
| G           | V                 | N               | P              | GF     | GS     | DR     | % Vittorie |        |        |        |        |
| ----------- | ----------------- | --------------- | -------------- | ------ | ------ | ------ | ---------- | ------ | ------ | ------ | ------ |
| Italia U-18 | Italia (bandiera) | 1º agosto 2010  | 30 giugno 2013 | 26     | 15     | 2      | 9          | 46     | 28     | +18    | 57,69  |
| Italia U-19 | Italia (bandiera) | 25 luglio 2011  | 30 giugno 2013 | 34     | 15     | 10     | 9          | 63     | 44     | +19    | 44,12  |
| Italia U-20 | Italia (bandiera) | 1º luglio 2013  | 3 agosto 2017  | 36     | 18     | 9      | 9          | 64     | 36     | +28    | 50,00  |
| Italia U-21 | Italia (bandiera) | 6 febbraio 2018 | 30 marzo 2018  | 2      | 1      | 1      | 0          | 2      | 1      | +1     | 50,00  |
| Totale      | Totale            | Totale          | Totale         | 98     | 49     | 22     | 27         | 175    | 109    | +66    | 50,00  |

#### Nazionale italiana Under-20
| 2017               | Italia U-20        | Mondiale U-20 2017 | 3º                 | 7  | 3  | 2 | 2 | 42,86 | 10 | 9  | +1  |
| Dal 2013 al 2017   | Italia U-20        | Amichevoli         |                    | 22 | 10 | 5 | 7 | 45,45 | 36 | 20 | +16 |
| Totale Italia U-20 | Totale Italia U-20 | Totale Italia U-20 | Totale Italia U-20 | 29 | 13 | 7 | 9 | 44,83 | 46 | 29 | +17 |

#### Nazionale italiana Under-21
| 2018               | Italia U-21        | Amichevoli         |                    | 2 | 1 | 1 | 0 | 50,00 | 2 | 1 | +1 |
| Totale Italia U-21 | Totale Italia U-21 | Totale Italia U-21 | Totale Italia U-21 | 2 | 1 | 1 | 0 | 50,00 | 2 | 1 | +1 |

#### Panchine da commissario tecnico della nazionale italiana Under-21
| Cronologia completa delle presenze e delle reti in nazionale ― Italia under 21 | Cronologia completa delle presenze e delle reti in nazionale ― Italia under 21 | Cronologia completa delle presenze e delle reti in nazionale ― Italia under 21 | Cronologia completa delle presenze e delle reti in nazionale ― Italia under 21 | Cronologia completa delle presenze e delle reti in nazionale ― Italia under 21 | Cronologia completa delle presenze e delle reti in nazionale ― Italia under 21 | Cronologia completa delle presenze e delle reti in nazionale ― Italia under 21 | Cronologia completa delle presenze e delle reti in nazionale ― Italia under 21 |
| Data                                                                           | Città                                                                          | In casa                                                                        | Risultato                                                                      | Ospiti                                                                         | Competizione                                                                   | Reti                                                                           | Note                                                                           |
| ------------------------------------------------------------------------------ | ------------------------------------------------------------------------------ | ------------------------------------------------------------------------------ | ------------------------------------------------------------------------------ | ------------------------------------------------------------------------------ | ------------------------------------------------------------------------------ | ------------------------------------------------------------------------------ | ------------------------------------------------------------------------------ |
| 22-3-2018                                                                      | Perugia                                                                        | Italia under 21                                                                | 1 – 1                                                                          | Norvegia under 21                                                              | Amichevole                                                                     | Luca Vido                                                                      | Cap: R. Mandragora                                                             |
| 27-3-2018                                                                      | Novi Sad                                                                       | Serbia under 21                                                                | 0 – 1                                                                          | Italia under 21                                                                | Amichevole                                                                     | Luca Vido                                                                      | Cap: R. Mandragora                                                             |
| Totale                                                                         |                                                                                | Presenze                                                                       | 2                                                                              |                                                                                | Reti                                                                           | 2                                                                              |                                                                                |

## Palmarès

### Giocatore

#### Club

##### Competizioni nazionali
- Campionato italiano di Serie B: 2

Milan: 1980-1981, 1982-1983
- Campionato italiano: 3

Milan: 1987-1988, 1991-1992, 1992-1993
- Supercoppa italiana: 2

Milan: 1988, 1992
- Coppa Italia: 1

Sampdoria: 1993-1994

##### Competizioni internazionali
- Coppa Mitropa: 1

Milan: 1981-1982
- Coppa dei Campioni: 2

Milan: 1988-1989, 1989-1990
- Supercoppa UEFA: 2

Milan: 1989, 1990
- Coppa Intercontinentale: 2

Milan: 1989, 1990

#### Individuale
- Miglior giocatore della Coppa Intercontinentale: 1

1989

### Allenatore

#### Club
- Campionato Allievi Nazionali: 1

Milan: 2006-2007

#### Nazionale
- Memorial Granatkin: 1

Italia Under-19: 2011
- Torneo Quattro Nazioni: 1

Italia Under-20: 2015-2016